# بارف (آن)
بارف (بالفرنسية: Parves)‏ هي بلدية فرنسية تقع في إقليم الآن في فرنسا. رمز إنسي لها هو:1286. أما الرمز البريدي لها فهو: 1300.